# Psyllotoxus griseocinctus
Psyllotoxus griseocinctus är en skalbaggsart som beskrevs av Thomson 1868. Psyllotoxus griseocinctus ingår i släktet Psyllotoxus och familjen långhorningar. Inga underarter finns listade i Catalogue of Life.